# Maceo, Kentucky
Maceo är en ort i Daviess County i delstaten Kentucky, USA.